# Armin Mujakic
Armin Mujakic (* 7. März 1995 in Wien) ist ein österreichischer Fußballspieler bosnischer Abstammung.

## Karriere
Mujakic begann seine Karriere beim SR Donaufeld Wien. 2004 wechselte er in die Jugend des SK Rapid Wien. Bei den Rapidlern durchlief er diverse Jugendabteilungen und auch die Akademie.
Im November 2012 debütierte er für die Amateurmannschaft in der Regionalliga, als er am 14. Spieltag der Saison 2012/13 gegen den SV Stegersbach in der Startelf stand und in der 77. Minute durch Ferdinand Weinwurm ersetzt wurde.
Im April 2015 debütierte er schließlich für die Profis in der Bundesliga, als er am 27. Spieltag der Saison 2014/15 gegen den Wolfsberger AC in der 87. Minute für Deni Alar ins Spiel gebracht wurde.
Nach der Saison 2017/18 verließ er Rapid und wechselte nach Griechenland zu Atromitos Athen, wo er einen bis Juni 2020 laufenden Vertrag erhielt. In der Saison 2018/19 kam er zu 17 Einsätzen in der Super League, in denen er ein Tor erzielte. Im August 2019 wurde sein Vertrag bei Atromitos aufgelöst.
Daraufhin wechselte er im September 2019 nach Belgien zum Zweitligisten Lommel SK. Nachdem er dort nur drei Spiele wenige Minuten und in einem Spiel über die volle Dauer auf dem Platz stand, gehörte er ab Anfang Oktober 2019 nicht mehr zum Spieltagskader. Mitte Dezember 2019 wurde die vorzeitige Auflösung des Vertrages vereinbart. Im Jänner 2020 wechselte er nach Südkorea zum Zweitligisten Chungnam Asan FC. In der Saison 2020 kam er zu 17 Einsätzen in der K League 2, in denen er vier Tore erzielte.
Im Jänner 2021 kehrte er nach Österreich zurück und schloss sich dem Regionalligisten FCM Traiskirchen an.